# Polytematický strukturovaný heslář
Polytematický strukturovaný heslář (PSH) je česko-anglický slovník hesel, který vytváří Národní technická knihovna (původně Státní technická knihovna). Jednotlivá hesla jsou zařazena do stromové struktury. Heslář v současnosti obsahuje přes 13 910 hesel ze všech základních oblastí lidského poznání. Hesla jsou rozdělena do 44 tematických řad a každé z nich je v rámci oboru zařazeno do šesti-, výjimečně sedmistupňové hierarchie, hesla jsou také vzájemně propojena.

## Struktura PSH
Polytematický strukturovaný heslář (PSH) obsahuje tři základní struktury – hierarchickou, asociační a ekvivalenční. Pro hierarchickou strukturu je charakteristický vztah nadřazenosti a podřazenosti (např. heslo algebra je podřazeno heslu matematika a naopak platí, že heslo matematika je nadřazeno heslu algebra). Vztahy asociace jsou využity v případech, kdy chceme upozornit uživatele na další příbuzná hesla, která jsou umístěna v jiné části hesláře. Jsou řešena přidruženým odkazem „viz též“ (např. „rovnice ma viz též diferenciální rovnice ma“). Ekvivalenční struktura představuje vazbu mezi heslem a nepreferovaným termínem. Řeší ji vylučovací odkaz „viz“ (např. „rovnice ma viz nelineární rovnice“). Každé heslo je v rámci oboru podle svého obsahu a míry obecnosti zařazeno do šesti-, výjimečně sedmistupňové hierarchie (1–7 úrovní). PSH tvoří stromovou strukturu. Základ, tedy kořen stromu, reprezentuje 44 hesel označujících tematické řady. Každé heslo má k sobě přiřazenou dvouznakovou zkratku, jež označuje příslušnost hesla do dané tematické řady (např. matematika ma, oxidy ch, savci bi). Díky tomu lze u hesel stojících na nižším stupni hierarchie zjistit příslušnost k dané tematické řadě.

## Formáty PSH

LOD diagram

Hlavní formát, v němž je PSH zpřístupněn, je MARC21 pro autoritní záznamy. Tento formát je zaveden v software pro knihovny, ovšem pro webovou distribuci není vyhovující. PSH byl proto převeden rovněž do formátu SKOS, který je dostupný v zápisu RDF/XML.
Pro získání záznamu hesla PSH v RDF+XML serializaci formátu SKOS lze využit přímého odkazu na stránkách každého hesla, který užívá adresy složené z URI hesla (např. http://psh.ntkcz.cz/skos/PSH10050) a řetězce /rdf (např. http://psh.ntkcz.cz/skos/PSH10050/rdf). Druhou možností je zadání HTTP požadavku na URI hesla s hlavičkou Accept: application/rdf+xml. Lze si také stáhnout celý PSH ve formátu SKOS zabalený do archivu ZIP.
PSH byl zařazen do LOD diagramu (The Linking Open Data cloud diagram). Ten zobrazuje datové množiny, které byly publikovány v souladu s principy Linked Data.

## Historie PSH
Polytematický strukturovaný heslář je původním produktem Státní technické knihovny (STK). Práce na hesláři byly zahájeny v roce 1993. Několikrát byly tyto aktivity podpořeny grantovými prostředky Ministerstva kultury a Ministerstva školství, mládeže a tělovýchovy. Od roku 1995 je PSH používán k věcnému popisu v STK, od března 1997 je rovněž distribuován všem externím zájemcům, jak knihovnám, tak i komerčním firmám. V dubnu 2000 získala STK grant MK na překlad PSH do angličtiny. V listopadu 2006 byl úspěšně implementován do systému Aleph. V současné době je heslář znovu aktualizován a rozvíjen v referátu PSH v odboru projektů a inovací v Národní technické knihovně, aby sloužil jako uživatelsky přívětivý prostředek pro vyhledávání dokumentů a informací podle tématu ve stále více knihovnách.

## Vyhledávání v PSH
V červnu 2009 byl v sekci Prohlížení PSH zpřístupněn nástroj sloužící k prohlížení hesláře a jeho distribuci ve formátu SKOS. Tento nástroj umožňuje navigaci heslářem pomocí postupu od obecných ke specifickým heslům nebo prostřednictvím vyhledávání. Současně je možné získat přístup k jednotlivým heslům či celému hesláři ve strojově čitelné formě, kterou formát SKOS představuje. Zároveň byl zpřístupněn nástroj PSH manager, který slouží především katalogizátorům a indexátorům. PSH manager svou strukturou umožňuje těmto pracovníkům snadnou a rychlou orientaci v hesláři. Kromě odkazu do katalogu NTK a na Wikipedii je u každého hesla v PSH manageru také možnost zobrazení záznamu ve formátu MARC21.

## Automatická indexace
V roce 2012 byla zpřístupněna v beta verzi aplikace pro automatickou indexaci dokumentů hesly PSH. Dostupná je na stránkách Automatická indexace dokumentů. Stačí vložit část vybraného textu do indexačního pole a nechat text indexovat. Po několik sekundách se objeví výsledek ve formě přiřazených hesel PSH, která by měla nejlépe vystihovat obsah zvoleného textu.

## Nová hesla PSH

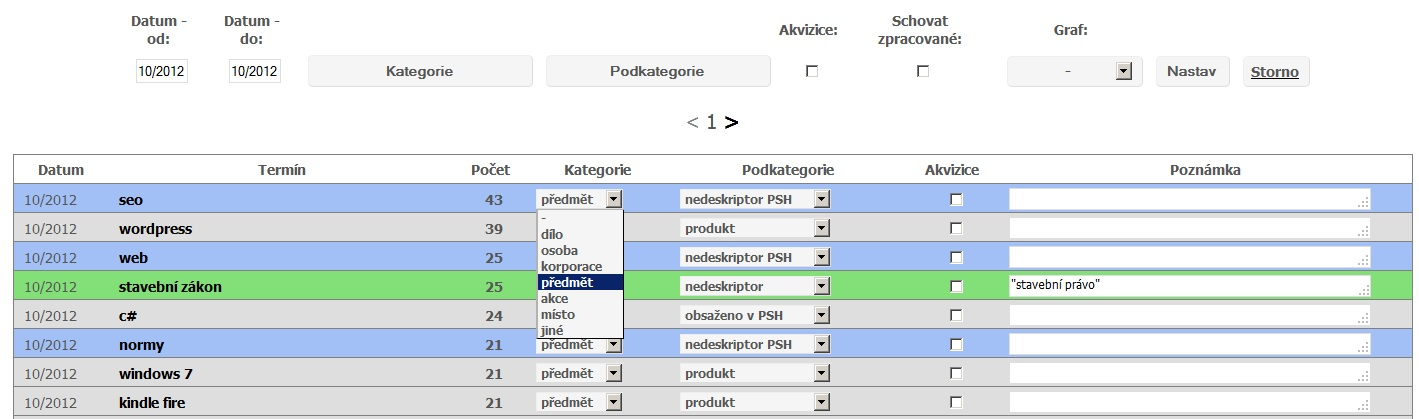
Rozhraní pro analýzu logu znázorňující data, která jsou roztříděna do kategorií.

Nová hesla PSH jsou primárně získávána analýzou logů vyhledávání v katalogu NTK, tedy analýzou termínů, jež uživatelé používají při vyhledávání dokumentů v katalogu. V současné době jsou tato data získávána prostřednictvím služby Google Analytics. Při samotném analyzování dat jsou získané termíny rozděleny do sedmi kategorií (dílo, osoba, korporace, předmět, akce, místo, jiné), hesla navržená na preferovaný (deskriptor) nebo nepreferovaný termín (nedeskriptor) jsou zařazena v rámci kategorie "předmět".
Uživatelé mají možnost přispět svým vlastním návrhem nového hesla k aktualizaci PSH. V sekci "Návrh nového hesla" nalezne případný zájemce webový formulář usnadňující komunikaci uživatelů s Referátem PSH a dále názornou nápovědu, jak při vyplňování formuláře postupovat. Návrhy nových hesel je možno zasílat také na e-mailovou adresu psh(@)techlib.cz

## Logo PSH

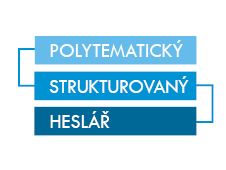
Rozepsaná varianta loga PSH

Logo Polytematického strukturovaného hesláře (PSH) vytvořila v roce 2008 Andrea Hrušková. Nové, moderní logo má technický základ, který vyjadřuje vazbu na mateřskou instituci (Národní technická knihovna). Strukturovanost loga poukazuje na jednu z předních vlastností PSH. Pro příležitosti, které to vyžadují, byla vytvořena rozepsaná varianta loga PSH.

## Uživatelé PSH
Uživateli PSH jsou např. knihovny univerzitní, vědecké, odborné (při specializovaných ústavech a institucích, muzeích atd.), výjimečně i městské knihovny, knihovny občanských sdružení a jiné. Mezi další uživatele patří komerční firmy, mj. ty, které vytvářejí automatizované knihovnické systémy. Konkrétními aktivními uživateli jsou kromě Národní technické knihovny v Praze např. knihovny Českého vysokého učení technického v Praze, Ústřední knihovna Vysokého učení technického v Brně, Vědecká knihovna v Olomouci, knihovna Západočeského muzea v Plzni či Ústřední knihovna Filozoficko-přírodovědecké fakulty Slezské univerzity v Opavě. Jednotlivci se mohou stát uživateli PSH zprostředkovaně, např. při vyhledávání v katalogu knihovny, která PSH aktivně využívá.

## PSH a Creative Commons
PSH je od roku 2011 šířen pod licencí Creative Commons CC BY-SA 3.0 – Uveďte autora-Zachovejte licenci 3.0 Česko. Díky tomu je možné zdarma a libovolně používat, kopírovat, šířit a upravovat PSH/SKOS za předpokladu, že je uveden primární autor, tedy NTK. Pokud uživatel tvoří odvozené dílo z PSH/SKOS, musí kromě toho ještě dodržet pravidlo SA – share alike a takovéto odvozené dílo šířit pod stejnou nebo slučitelnou licencí. Pro zájemce, kteří chtějí PSH používat i jinak než jen prostřednictvím Prohlížení PSH nebo PSH manageru, je na stránkách NTK k dispozici průběžně aktualizovaný zip s daty.